# Paskov
Paskov este o arie protejată (arie specială de conservare — SAC, sit de importanță comunitară — SCI) din Republica Cehă întinsă pe o suprafață de 16,86 ha, integral pe uscat.

## Localizare
Centrul sitului Paskov este situat la coordonatele 49°43′45″N 18°17′41″E / 49.729167°N 18.294722°E.

## Înființare
Situl Paskov a fost declarat sit de importanță comunitară în aprilie 2005 pentru a proteja 1 specie de animale. Situl a fost protejat și ca arie specială de conservare în iulie 2013.

## Biodiversitate
Situată în ecoregiunea continentală, aria protejată nu include niciun habitat protejat.
La baza desemnării sitului se află o specie protejată de  nevertebrate: Osmoderma eremita.